# Соколова, Лина Александровна
Лина Александровна Соколова  (1940—2003) — советский и российский  художник-гобеленист,  академик АХ СССР (1990; член-корреспондент с 1988). Лауреат Государственной премии РСФСР имени И. Е. Репина (1984). Заслуженный художник РСФСР (1986). Народный художник Российской Федерации (2001).
Член СХ СССР (1973) и МСХ (1981). Секретарь  Правления — СХ СССР (1982—1992), МСХ (1984—1987),  СХ РСФСР и СХР (1987—2003). Член Президиума РАХ и академик-секретарь Отделения декоративно-прикладного искусства РАХ (1998—2003).

## Биография
Родилась 27 декабря 1940 года в городе Горловка, Донецкой области.
С 1955 по 1960 годы обучалась в Московском областном художественном училище, параллельно заканчивала музыкальную школу по классу фортепиано.
С 1961 по 1966 годы обучалась в Московском высшем художественно-промышленном училище, после окончания которого получила специальность — художник декоративного искусства. С 1966 по 1987 годы Л. А. Соколова работала художником Московского комбината прикладного искусства художественного фонда РСФСР.
С 1976 года член бюро секции декоративно-прикладного искусства, с 1976 по 1984 годы — председатель текстильной подсекции и одновременно с 1981 года — член МСХ. Л. А. Соколова была секретарём Правления — Московского Союза художников с 1984 по 1987 годы,  Союза художников России с 1987 по 2003 годы и  Союза художников СССР с 1982 по 1992 годы.
В 1988 году Л. А. Соколова была избрана член-корреспондентом, а с 1990 года являлась — действительным членом Академии художеств СССР. С 1973 года Л. Н. Шушканова является членом Союза художников СССР.
С 1997 года Л. А. Соколова — член Президиума РАХ и с 1998 по 2003 годы —  академик-секретарь Отделения декоративно-прикладного искусства Российской академии художеств.
В 1984 году «за гобелены «Мирный космос», «Вечность», «Утро»» Л. А. Соколова была удостоена — Государственной премии РСФСР имени И. Е. Репина. В 1986 году Л. А. Соколова было присвоено почётное звание — Заслуженный художник РСФСР, в 2001 году — Народный художник Российской Федерации.
Среди наиболее известных произведений Л. А. Соколовой: гобелены — «Лес» (1967), «Рассвет» (1970), «Встреча» (1972), «Ночь» (1972), «Музыка» (посольство Югославии, город Москва, 1971), «Воспоминание» (1973), «Осень» (Дом науки и культуры город Хельсинки, Финляндия, 1977), «Праздник» (1977), «Русские напевы» (1977); занавесы — занавес для кино-лекционного зала музея имени В. В. Маяковского (1973), занавес антрактно-раздвижной «Музыка вечера» (1975), занавес антрактно-раздвижной для дома офицеров Звёздного городка «Космический» (1977), занавес «Искусство» для Министерства культуры СССР (1983) «За мир», «Комета Галлея» (Дом Советской науки и культуры, город Варшава, Польша, 1987). Эскизы занавесов — «О Тебе радуется», «Сотворение мира», «Москве - 850 лет», «Рай небесный», «Поющее дерево» для зала церковных соборов Храма Христа Спасителя в городе Москве (1995—99).
Умерла 9 мая 2003 года в городе Москве, похоронена на Алексеевском кладбище.

## Награды

### Звания
- Народный художник РСФСР (2001 — «за большие  заслуги  в  области  искусства»)
- Заслуженный художник РСФСР (1986)

### Премии
- Государственная премия РСФСР имени И. Е. Репина (1984 — «за гобелены «Мирный космос», «Вечность», «Утро»»)

## Семья
- Отец — Саханов Александр Иванович (1914—1988) — Заслуженный художник РСФСР (1962)
- Мать — Егорова Галина Георгиевна (1909)
- Супруг — Соколов Лев Анатольевич (1937) — художник, член СХР
- Сын — Соколов Андрей Львович (1971) — художник